# Mapanas
Mapanas est une localité de la province de Samar du Nord, aux Philippines. En 2015, elle compte 14 025 habitants.